# Mirosław Wielgoś
Mirosław Zbigniew Wielgoś (ur. 12 kwietnia 1965 w Zamościu) – polski lekarz ginekolog, nauczyciel akademicki, profesor nauk medycznych, w kadencji 2016-2020 rektor Warszawskiego Uniwersytetu Medycznego.

## Życiorys
W 1990 ukończył studia medyczne na kierunku lekarskim. Specjalista w zakresie położnictwa i ginekologii (I stopień w 1994 i II stopień w 1998) i perinatologii (2014).
Stopień doktora nauk medycznych uzyskał w 1997 w Akademii Medycznej w Warszawie na podstawie rozprawy pt. Komputerowa analiza zapisów kardiolograficznych w ciąży powikłanej chorobą hemolityczną płodu. W 2004 w tej samej uczelni uzyskał stopień doktora habilitowanego na podstawie pracy pt. Konflikt serologiczny matczyno-płodowy oraz choroba hemolityczna w wyniku immunizacji antygenami innymi niż RhD. W 2009 otrzymał tytuł naukowy profesora.
W 2010 został kierownikiem I Katedry i Kliniki Położnictwa i Ginekologii Warszawskiego Uniwersytetu Medycznego. W latach 2008–2016 (dwie kadencje) był dziekanem I Wydziału Lekarskiego Warszawskiego Uniwersytetu Medycznego. W latach 2016–2020 rektor Warszawskiego Uniwersytetu Medycznego.
Członek towarzystw naukowych w tym m.in. prezes Polskiego Towarzystwa Ginekologicznego. Członek władz naukowych towarzystw międzynarodowych takich jak: World Association of Perinatal Medicine, International Academy of Perinatal Medicine, Ian Donald Interuniversity School of Ultrasound in Obstetrics and Gynecology, International Society of the Fetus as a Patient.
Przez wiele lat pełnił funkcję konsultanta wojewódzkiego w dziedzinie położnictwa i ginekologii dla województwa mazowieckiego. Od 2013 konsultant krajowy w dziedzinie perinatologii.
Autor lub współautor ponad 300 publikacji z zakresu medycyny, w tym książek, prac poglądowych i rozdziałów w podręcznikach. Jego główne zainteresowania medyczne skupiają się wokół zagadnień, związanych z patologią ciąży, perinatologią, diagnostyką i terapią płodu oraz ultrasonografią. Promotor 12 prac doktorskich.

## Odznaczenia
- Krzyż Kawalerski Orderu Odrodzenia Polski (2017)[8]
- Złoty Krzyż Zasługi (2010)[9].